# Turcy cypryjscy

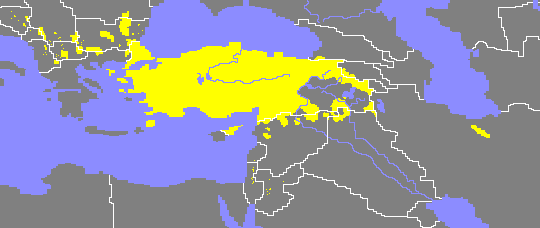
Mapa przedstawiająca rozmieszczenie Turków w Europie i Azji – widoczne skupisko Turków cypryjskich w Cyprze Północnym

Turcy cypryjscy – mieszkańcy Cypru pochodzenia tureckiego, zamieszkujący głównie północną część wyspy, czyli nieuznawaną na arenie międzynarodowej (poza Turcją) Turecką Republikę Cypru Północnego.
Mieszkają na Cyprze od czasu podboju tureckiego. Terminu tego używa się dla odróżnienia od zamieszkujących południe wyspy Greków cypryjskich oraz od przybyłych po 1974 w ramach nielegalnej tureckiej akcji osiedleńczej Turków z Anatolii.
Według spisu ludności z 2006, Cypr Północny zamieszkiwało 264,2 tysiąca Turków cypryjskich. W południowej, greckiej części wyspy jest ich około 2000. Poza wyspą mieszka ponad 260 tysięcy, głównie w Wielkiej Brytanii (200 tysięcy) i Australii (50 tys.). Liczba Turków cypryjskich zamieszkujących Turcję nie jest znana, niektóre źródła, np. trncpio.org podają nawet liczbę 500 tysięcy.